# Friedrich von Franquemont
Friedrich Graf von Franquemont (sprich: Frangkmong), (* 5. März 1770 in Ludwigsburg; † 2. Januar 1842) war ein  württembergischer General der Infanterie unter Napoleon während der Befreiungskriege und später württembergischer Staats- und Kriegsminister.

## Leben

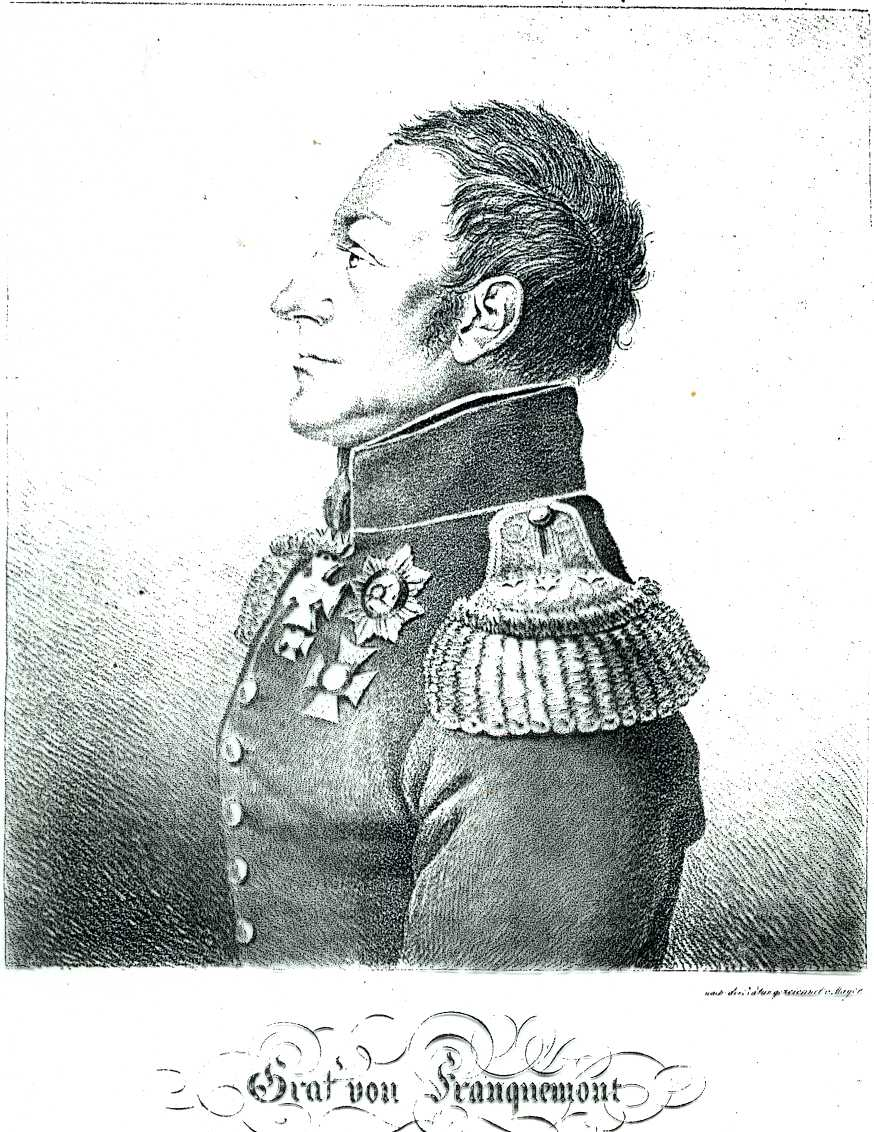
Graf Friedrich von Franquemont (1770–1842)

Franquemont war der Sohn aus einer illegitimen Verbindung von Carl Eugen von Württemberg (1728–1793) und der Tänzerin Regina Monti. Er wurde bereits am 5. Juli 1775, also im Alter von fünf Jahren, als Eleve in die Hohe Karlsschule aufgenommen. 1787 verließ er die Schule als Leutnant und ging zum sogenannten Kapregiment, welches an die Niederländische Ostindien-Kompanie vermietet wurde. So wurde er zunächst nach Südafrika, dann nach Batavia und Trincomalee auf Ceylon versetzt. 1795 geriet er dort in englische Gefangenschaft. Über Madras kam er nach England und wurde 1800 freigelassen.
Nun trat er in württembergische Dienste. Er wurde zunächst Hauptmann und stieg dann in rascher Folge auf, so 1807 zum Oberst des 1. Bataillons des Regiments Kronprinz. Im Jahre 1808 wurde er Generalmajor. 1812 war er Generalleutnant, als der er die Garde zu Fuß bis 1814 kommandierte. Am 6. November 1813 wurde er zum Feldzeugmeister ernannt.
In den Befreiungskriegen war er auf Seiten Napoleons an den Schlachten bei Wartenburg und Bautzen beteiligt. Bei der letzteren wurde er schwer verwundet. Für seine Dienste wurde er am 27. Mai 1813 in den württembergischen Grafenstand erhoben.
Im Jahre 1815 wurde Franquemont Chef des württembergischen Expeditionskorps bei den alliierten Streitkräften und erhielt den Rang als General der Infanterie. Nach dem Kriege wurde er am 9. November 1816 von Wilhelm I. zum württembergischen Staatsminister und Leiter des Kriegsdepartements (Kriegsminister) berufen. Vom 9. November 1816 bis 10. August 1829 war er damit auch Mitglied des Geheimen Rats. 1818 zeichnete König Wilhelm ihn mit dem Großkreuz des Ordens der Württembergischen Krone aus.
1819 wurde er lebenslang ernanntes Mitglied der württembergischen Kammer der Standesherren. Ab 1820 reorganisierte er mit Freiherr Ernst von Hügel das württembergische Militär. 1823 beendete er seine Karriere als Minister und wurde Kommandeur des Infanterie-Regiments Nr. 6 Kronprinz. Im August 1829 trat er aus gesundheitlichen Gründen von seinem Amt zurück.